# Salto São João
O Salto São João é uma queda d'água da região sul do Brasil no Rio São João (Paraná). A queda está localizada na fenda formada entre duas montanhas na escarpa da Esperança, na região entre os municípios de Guarapuava e Prudentópolis, no estado do Paraná, dentro da Área de Preservação Ambiental da Serra da Esperança.
Na região, pertencente ao município de Prudentópolis, já conhecido pelas suas cachoeiras como ponto turístico da região que tem mais de 100 cachoeiras catalogadas. O Salto São João se encontra dentro do Monumento Natural Estadual São João, o qual conta com trilhas para caminhada e vista panorâmica d salto, e cuja gestão é compartilhada entre o Instituto Água e Terra e a Prefeitura Municipal de Prudentópolis. o
O Salto possui aproximadamente 84 metros de altura, cercado por diversas árvores nativas da região e uma vista da formação da fenda entre as montanhas na escarpa, seguindo o curso do Rio São João (Paraná) em direção à BR 277.